# رينيه غانون
رينيه غانون (بالإنجليزية: Rene Gagnon) هو عسكري أمريكي، ولد في 7 مارس 1925 في مانشستر في الولايات المتحدة، وتوفي بنفس المكان في 12 أكتوبر 1979 بسبب نوبة قلبية.

## وصلات خارجية
- رينيه غانون على موقع IMDb (الإنجليزية)